# 호스 가즈 퍼레이드
호스 가즈 퍼레이드(영어: Horse Guards Parade)는 런던 호스 가즈의 시설로, 행군 등 영국 왕실의 주요 의식이 거행된다.